# Rudy Mater
Rudy Mater (ur. 13 października 1980 w Valenciennes) – francuski piłkarz występujący na pozycji obrońcy. Obecnie jest zawodnikiem klubu Valenciennes FC.

## Kariera klubowa
Mater zawodową karierę rozpoczynał w 2000 roku w drugoligowym klubie AS Cannes. W Ligue 2 zadebiutował 11 października 2000 w przegranym 0:3 meczu z ES Wasquehal. W 2001 roku spadł z zespołem do Championnat National. W Cannes spędził jeszcze rok. W 2002 roku przeszedł do Valenciennes FC, również grającego w Championnat National. W 2005 roku awansował z nim do Ligue 2, a 2006 do Ligue 1. W tych rozgrywkach zadebiutował 5 sierpnia 2006 w zremisowanym 1:1 spotkaniu z AJ Auxerre. 16 grudnia 2006 w wygranym 2:1 pojedynku z CS Sedan strzelił pierwszego gola w trakcie gry w Ligue 1.
| Sezon   | Klub            | Kraj    | Rozgrywki  | Mecze | Bramki | Rozgrywki Europy | Mecze | Bramki |
| ------- | --------------- | ------- | ---------- | ----- | ------ | ---------------- | ----- | ------ |
| 2000/01 | AS Cannes       | Francja | Division 2 | 1     | 0      | -                | -     | -      |
| 2001/02 | AS Cannes       | Francja | National   | 6     | 0      | -                | -     | -      |
| 2002/03 | Valenciennes FC | Francja | National   | 35    | 1      | -                | -     | -      |
| 2003/04 | Valenciennes FC | Francja | National   | 30    | 2      | -                | -     | -      |
| 2004/05 | Valenciennes FC | Francja | National   | 35    | 1      | -                | -     | -      |
| 2005/06 | Valenciennes FC | Francja | Ligue 2    | 32    | 1      | -                | -     | -      |
| 2006/07 | Valenciennes FC | Francja | Ligue 1    | 37    | 1      | -                | -     | -      |
| 2007/08 | Valenciennes FC | Francja | Ligue 1    | 31    | 0      | -                | -     | -      |
| 2008/09 | Valenciennes FC | Francja | Ligue 1    | 31    | 1      | -                | -     | -      |
| 2009/10 | Valenciennes FC | Francja | Ligue 2    | 28    | 2      | -                | -     | -      |
| 2010/11 | Valenciennes FC | Francja | Ligue 2    | 29    | 0      | -                | -     | -      |
| 2011/12 | Valenciennes FC | Francja | Ligue 1    | 29    | 0      | -                | -     | -      |
| 2012/13 | Valenciennes FC | Francja | Ligue 1    | 25    | 1      | -                | -     | -      |
| 2013/14 | Valenciennes FC | Francja | Ligue 1    | 0     | 0      | -                | -     | -      |

Stan na: 25 lipca 2013 r.